# Shane Ferguson
Shane Kevin Ferguson (Derry, 12 luglio 1991) è un calciatore nordirlandese, centrocampista del Derry City.

## Carriera

### Nazionale
Ha fatto il suo debutto con la Nazionale nordirlandese il 6 giugno 2009 in un'amichevole giocata a Pisa persa per 3-0 contro l'Italia.
Viene convocato per gli Europei 2016 in Francia.

## Statistiche

### Cronologia presenze e reti in nazionale
| Cronologia completa delle presenze e delle reti in nazionale ― Irlanda del Nord | Cronologia completa delle presenze e delle reti in nazionale ― Irlanda del Nord | Cronologia completa delle presenze e delle reti in nazionale ― Irlanda del Nord | Cronologia completa delle presenze e delle reti in nazionale ― Irlanda del Nord | Cronologia completa delle presenze e delle reti in nazionale ― Irlanda del Nord | Cronologia completa delle presenze e delle reti in nazionale ― Irlanda del Nord | Cronologia completa delle presenze e delle reti in nazionale ― Irlanda del Nord | Cronologia completa delle presenze e delle reti in nazionale ― Irlanda del Nord |
| Data                                                                            | Città                                                                           | In casa                                                                         | Risultato                                                                       | Ospiti                                                                          | Competizione                                                                    | Reti                                                                            | Note                                                                            |
| ------------------------------------------------------------------------------- | ------------------------------------------------------------------------------- | ------------------------------------------------------------------------------- | ------------------------------------------------------------------------------- | ------------------------------------------------------------------------------- | ------------------------------------------------------------------------------- | ------------------------------------------------------------------------------- | ------------------------------------------------------------------------------- |
| 6-6-2009                                                                        | Pisa                                                                            | Italia                                                                          | 3 – 0                                                                           | Irlanda del Nord                                                                | Amichevole                                                                      | -                                                                               | 78’                                                                             |
| 29-2-2012                                                                       | Belfast                                                                         | Irlanda del Nord                                                                | 0 – 3                                                                           | Norvegia                                                                        | Amichevole                                                                      | -                                                                               | 69’                                                                             |
| 2-6-2012                                                                        | Amsterdam                                                                       | Paesi Bassi                                                                     | 6 – 0                                                                           | Irlanda del Nord                                                                | Amichevole                                                                      | -                                                                               | 81’                                                                             |
| 15-8-2012                                                                       | Belfast                                                                         | Irlanda del Nord                                                                | 3 – 3                                                                           | Finlandia                                                                       | Amichevole                                                                      | 1                                                                               | 84’                                                                             |
| 11-9-2012                                                                       | Belfast                                                                         | Irlanda del Nord                                                                | 1 – 1                                                                           | Lussemburgo                                                                     | Qual. Mondiali 2014                                                             | -                                                                               | 74’                                                                             |
| 14-11-2012                                                                      | Belfast                                                                         | Irlanda del Nord                                                                | 1 – 1                                                                           | Azerbaigian                                                                     | Qual. Mondiali 2014                                                             | -                                                                               |                                                                                 |
| 6-2-2013                                                                        | Attard                                                                          | Malta                                                                           | 0 – 0                                                                           | Irlanda del Nord                                                                | Amichevole                                                                      | -                                                                               | 63’                                                                             |
| 26-3-2013                                                                       | Belfast                                                                         | Irlanda del Nord                                                                | 0 – 2                                                                           | Israele                                                                         | Qual. Mondiali 2014                                                             | -                                                                               | 73’                                                                             |
| 14-8-2013                                                                       | Belfast                                                                         | Irlanda del Nord                                                                | 1 – 0                                                                           | Russia                                                                          | Qual. Mondiali 2014                                                             | -                                                                               |                                                                                 |
| 6-9-2013                                                                        | Belfast                                                                         | Irlanda del Nord                                                                | 2 – 4                                                                           | Portogallo                                                                      | Qual. Mondiali 2014                                                             | -                                                                               | 76’                                                                             |
| 10-9-2013                                                                       | Lussemburgo                                                                     | Lussemburgo                                                                     | 3 – 2                                                                           | Irlanda del Nord                                                                | Qual. Mondiali 2014                                                             | -                                                                               | 60’                                                                             |
| 11-10-2013                                                                      | Baku                                                                            | Azerbaigian                                                                     | 2 – 0                                                                           | Irlanda del Nord                                                                | Qual. Mondiali 2014                                                             | -                                                                               |                                                                                 |
| 15-10-2013                                                                      | Ramat Gan                                                                       | Israele                                                                         | 1 – 1                                                                           | Irlanda del Nord                                                                | Qual. Mondiali 2014                                                             | -                                                                               | 78’                                                                             |
| 5-3-2014                                                                        | Nicosia                                                                         | Cipro                                                                           | 0 – 0                                                                           | Irlanda del Nord                                                                | Amichevole                                                                      | -                                                                               | 73’                                                                             |
| 30-5-2014                                                                       | Montevideo                                                                      | Uruguay                                                                         | 1 – 0                                                                           | Irlanda del Nord                                                                | Amichevole                                                                      | -                                                                               | 81’                                                                             |
| 4-6-2014                                                                        | Valparaíso                                                                      | Cile                                                                            | 2 – 0                                                                           | Irlanda del Nord                                                                | Amichevole                                                                      | -                                                                               | 78’                                                                             |
| 11-10-2014                                                                      | Belfast                                                                         | Irlanda del Nord                                                                | 2 – 0                                                                           | Fær Øer                                                                         | Qual. Euro 2016                                                                 | -                                                                               | 36’                                                                             |
| 14-10-2014                                                                      | Il Pireo                                                                        | Grecia                                                                          | 0 – 2                                                                           | Irlanda del Nord                                                                | Qual. Euro 2016                                                                 | -                                                                               | 78’                                                                             |
| 4-9-2015                                                                        | Tórshavn                                                                        | Fær Øer                                                                         | 1 – 3                                                                           | Irlanda del Nord                                                                | Qual. Euro 2016                                                                 | -                                                                               | 83’                                                                             |
| 7-9-2015                                                                        | Belfast                                                                         | Irlanda del Nord                                                                | 1 – 1                                                                           | Ungheria                                                                        | Qual. Euro 2016                                                                 | -                                                                               | 84’                                                                             |
| 11-10-2015                                                                      | Helsinki                                                                        | Finlandia                                                                       | 1 – 1                                                                           | Irlanda del Nord                                                                | Qual. Euro 2016                                                                 | -                                                                               | 71’                                                                             |
| 13-11-2015                                                                      | Belfast                                                                         | Irlanda del Nord                                                                | 1 – 0                                                                           | Lettonia                                                                        | Amichevole                                                                      | -                                                                               | 69’                                                                             |
| 24-3-2016                                                                       | Cardiff                                                                         | Galles                                                                          | 1 – 1                                                                           | Irlanda del Nord                                                                | Amichevole                                                                      | -                                                                               | 89’                                                                             |
| 28-3-2016                                                                       | Belfast                                                                         | Irlanda del Nord                                                                | 1 – 0                                                                           | Slovenia                                                                        | Amichevole                                                                      | -                                                                               | 60’                                                                             |
| 4-6-2016                                                                        | Trnava                                                                          | Slovacchia                                                                      | 0 – 0                                                                           | Irlanda del Nord                                                                | Amichevole                                                                      | -                                                                               | 86’                                                                             |
| 12-6-2016                                                                       | Nizza                                                                           | Polonia                                                                         | 1 – 0                                                                           | Irlanda del Nord                                                                | Euro 2016 - 1º turno                                                            | -                                                                               | 66’                                                                             |
| 4-9-2016                                                                        | Praga                                                                           | Rep. Ceca                                                                       | 0 – 0                                                                           | Irlanda del Nord                                                                | Qual. Mondiali 2018                                                             | -                                                                               | 66’                                                                             |
| 8-10-2016                                                                       | Belfast                                                                         | Irlanda del Nord                                                                | 4 – 0                                                                           | San Marino                                                                      | Qual. Mondiali 2018                                                             | -                                                                               |                                                                                 |
| 11-10-2016                                                                      | Hannover                                                                        | Germania                                                                        | 2 – 0                                                                           | Irlanda del Nord                                                                | Qual. Mondiali 2018                                                             | -                                                                               | 74’                                                                             |
| 11-11-2016                                                                      | Belfast                                                                         | Irlanda del Nord                                                                | 4 – 0                                                                           | Azerbaigian                                                                     | Qual. Mondiali 2018                                                             | -                                                                               | 72’ 73’                                                                         |
| 2-6-2017                                                                        | Belfast                                                                         | Irlanda del Nord                                                                | 1 – 0                                                                           | Nuova Zelanda                                                                   | Amichevole                                                                      | -                                                                               | 46’                                                                             |
| 1-9-2017                                                                        | Serravalle                                                                      | San Marino                                                                      | 0 – 3                                                                           | Irlanda del Nord                                                                | Qual. Mondiali 2018                                                             | -                                                                               | 61’                                                                             |
| 4-9-2017                                                                        | Belfast                                                                         | Irlanda del Nord                                                                | 2 – 0                                                                           | Rep. Ceca                                                                       | Qual. Mondiali 2018                                                             | -                                                                               | 84’                                                                             |
| 8-10-2017                                                                       | Oslo                                                                            | Norvegia                                                                        | 1 – 0                                                                           | Irlanda del Nord                                                                | Qual. Mondiali 2018                                                             | -                                                                               | 79’                                                                             |
| 30-5-2018                                                                       | Panama                                                                          | Panama                                                                          | 0 – 0                                                                           | Irlanda del Nord                                                                | Amichevole                                                                      | -                                                                               | 72’                                                                             |
| 11-9-2018                                                                       | Belfast                                                                         | Irlanda del Nord                                                                | 3 – 0                                                                           | Israele                                                                         | Amichevole                                                                      | -                                                                               | 77’                                                                             |
| 12-10-2018                                                                      | Vienna                                                                          | Austria                                                                         | 1 – 0                                                                           | Irlanda del Nord                                                                | UEFA Nations League 2018-2019 - 1º turno                                        | -                                                                               | 55’                                                                             |
| 21-3-2019                                                                       | Belfast                                                                         | Irlanda del Nord                                                                | 2 – 0                                                                           | Estonia                                                                         | Qual. Euro 2020                                                                 | -                                                                               | 81’                                                                             |
| 24-3-2019                                                                       | Belfast                                                                         | Irlanda del Nord                                                                | 2 – 1                                                                           | Bielorussia                                                                     | Qual. Euro 2020                                                                 | -                                                                               | 85’                                                                             |
| 5-9-2019                                                                        | Belfast                                                                         | Irlanda del Nord                                                                | 1 – 0                                                                           | Lussemburgo                                                                     | Amichevole                                                                      | -                                                                               |                                                                                 |
| 10-10-2019                                                                      | Rotterdam                                                                       | Paesi Bassi                                                                     | 3 – 1                                                                           | Irlanda del Nord                                                                | Qual. Euro 2020                                                                 | -                                                                               |                                                                                 |
| 19-11-2019                                                                      | Francoforte sul Meno                                                            | Germania                                                                        | 6 – 1                                                                           | Irlanda del Nord                                                                | Qual. Euro 2020                                                                 | -                                                                               |                                                                                 |
| 7-9-2020                                                                        | Belfast                                                                         | Irlanda del Nord                                                                | 1 – 5                                                                           | Norvegia                                                                        | UEFA Nations League 2020-2021 - 1º turno                                        | -                                                                               |                                                                                 |
| 14-10-2020                                                                      | Oslo                                                                            | Norvegia                                                                        | 1 – 0                                                                           | Irlanda del Nord                                                                | UEFA Nations League 2020-2021 - 1º turno                                        | -                                                                               |                                                                                 |
| 12-11-2020                                                                      | Belfast                                                                         | Irlanda del Nord                                                                | 1 – 2 dts                                                                       | Slovacchia                                                                      | Qual. Euro 2020                                                                 | -                                                                               | 104’                                                                            |
| 15-11-2020                                                                      | Vienna                                                                          | Austria                                                                         | 2 – 1                                                                           | Irlanda del Nord                                                                | UEFA Nations League 2020-2021 - 1º turno                                        | -                                                                               |                                                                                 |
| 28-3-2021                                                                       | Belfast                                                                         | Irlanda del Nord                                                                | 1 – 2                                                                           | Stati Uniti                                                                     | Amichevole                                                                      | -                                                                               | 60’                                                                             |
| 30-5-2021                                                                       | Klagenfurt am Wörthersee                                                        | Irlanda del Nord                                                                | 3 – 0                                                                           | Malta                                                                           | Amichevole                                                                      | -                                                                               | 73’                                                                             |
| 3-6-2021                                                                        | Dnipro                                                                          | Ucraina                                                                         | 1 – 0                                                                           | Irlanda del Nord                                                                | Amichevole                                                                      | -                                                                               | 68’                                                                             |
| 5-9-2021                                                                        | Tallinn                                                                         | Estonia                                                                         | 0 – 1                                                                           | Irlanda del Nord                                                                | Amichevole                                                                      | 1                                                                               | 55’                                                                             |
| 9-10-2021                                                                       | Lancy                                                                           | Svizzera                                                                        | 2 – 0                                                                           | Irlanda del Nord                                                                | Qual. Mondiali 2022                                                             | -                                                                               | 80’                                                                             |
| 12-10-2021                                                                      | Sofia                                                                           | Bulgaria                                                                        | 2 – 1                                                                           | Irlanda del Nord                                                                | Qual. Mondiali 2022                                                             | -                                                                               |                                                                                 |
| 12-11-2021                                                                      | Belfast                                                                         | Irlanda del Nord                                                                | 1 – 0                                                                           | Lituania                                                                        | Qual. Mondiali 2022                                                             | -                                                                               | 70’                                                                             |
| 25-3-2022                                                                       | Lussemburgo                                                                     | Lussemburgo                                                                     | 1 – 3                                                                           | Irlanda del Nord                                                                | Amichevole                                                                      | -                                                                               |                                                                                 |
| 24-9-2022                                                                       | Belfast                                                                         | Irlanda del Nord                                                                | 2 – 1                                                                           | Kosovo                                                                          | UEFA Nations League 2022-2023 - 1º turno                                        | -                                                                               | 76’                                                                             |
| 27-9-2022                                                                       | Atene                                                                           | Grecia                                                                          | 3 – 1                                                                           | Irlanda del Nord                                                                | UEFA Nations League 2022-2023 - 1º turno                                        | -                                                                               | 76’                                                                             |
| 23-3-2023                                                                       | Serravalle                                                                      | San Marino                                                                      | 0 – 2                                                                           | Irlanda del Nord                                                                | Qual. Euro 2024                                                                 | -                                                                               | 74’                                                                             |
| Totale                                                                          |                                                                                 | Presenze                                                                        | 57                                                                              |                                                                                 | Reti                                                                            | 2                                                                               |                                                                                 |

## Palmarès

### Competizioni nazionali
- English Football League Trophy: 1

Rotherham United: 2021-2022